# Проценко, Сергей Петрович
Серге́й Петро́вич Проце́нко (1912, Царицын, Российская империя — 1971, Волгоград, РСФСР, СССР) — советский футболист, левый крайний и полусредний нападающий.

## Карьера
Родился в Царицыне. Воспитанник заводской команды «Красный Октябрь». Большую часть своей карьеры провёл в сталинградских командах. Стал известен, благодаря связке нападающих сталинградского «Трактора», которая получила название «Три П»: левый полусредний Проценко — центрфорвард Пономарёв — правый полусредний Проворнов, которые в общей сложности с 1938—1940 гг. в чемпионате СССР забили 94 мяча.

## Статистика

### Клубная
| Команда                | Сезон | Чемпионат | Чемпионат | Чемпионат | Кубок | Кубок | Итого | Итого |
| Команда                | Сезон | Уров.     | Игры      | Голы      | Игры  | Голы  | Игры  | Голы  |
| ---------------------- | ----- | --------- | --------- | --------- | ----- | ----- | ----- | ----- |
| Металлург (Сталинград) | 1937  | V         | 10        | 5         | 1     | 1*    | 11    | 6*    |
| Трактор (Сталинград)   | 1938  | I         | 23        | 13        | 0     | 0     | 23    | 13    |
| Трактор (Сталинград)   | 1939  | I         | 25        | 11        | 1     | 0     | 26    | 11    |
| Трактор (Сталинград)   | 1940  | I         | 22        | 7         | —     | —     | 22    | 7     |
| Трактор (Сталинград)   | Итого | Итого     | 70        | 31        | 1     | 0     | 71    | 31    |
| Профсоюзы-1 (Москва)   | 1941  | I         | 3         | 0         | —     | —     | 3     | 0     |
| Стахановец (Сталино)   | 1945  | II        | 3         | 0         | 2     | 0     | 5     | 0     |
| Пищевик (Москва)       | 1946  | II        | 15        | ?         | —     | —     | 15    | ?     |
| Всего                  | Всего | Всего     | 101       | 36*       | 4     | 1*    | 105   | 37*   |

Примечание: знаком * отмечены ячейки, данные в которых возможно больше указанных.

## Достижения
- Победитель второй группы СССР 1946 (восточная подгруппа).